# József Darvas
József Darvas (Oroshàza, 10 febbraio 1912 – Budapest, 3 dicembre 1973) è stato uno scrittore, politico pubblicista ungherese di formazione marxista.
Fra il 1936 e il 1937 fu uno dei redattori della rivista "Gondolat" (Pensiero), emanazione del partito comunista clandestino. Dopo il 1945 assunse importanti incarichi, tra cui quello prestigioso di ministro della cultura. Nel 1959 venne nominata presidente della neoricostituita Associazione degli scrittori. La sua carriera di scrittore e romanziere culminò nel 1936 con "A legnagyobb magyar falu" (il più grande villaggio ungherese), e due anni più tardi con "Egy parasztcsalàd torténete" (La storia di una famiglia contadina). Tra i drammi, il più rilevante è "Kormos ég" (Cielo fuligginoso, 1959). Del 1963 è il romanzo "Részeg eső" (Pioggia ubriaca), spaccato sulla vita sociale degli ultimi vent'anni.